# بلو دارت اوییشن
بلو دارت اوییشن (به انگلیسی: Blue Dart Aviation) یک شرکت هواپیمایی با کد یاتا BZ است که در تاریخ ۱۹۹۵ میلادی تأسیس شده است. دفتر مرکزی بلو دارت اوییشن در چنای، هند واقع شده‌است و به ۷ مقصد، پرواز مستقیم انجام می‌دهد.